# Ledeberg (Oost-Vlaanderen)
Ledeberg is een deelgemeente van de Belgische stad Gent. De deelgemeente ligt net ten zuidoosten van het stadscentrum van Gent. Met een oppervlakte van slechts 1,09 km² is Ledeberg is de kleinste, maar ook de dichtstbevolkte Gentse deelgemeente.
Ledeberg was lang een industriële gemeente gelegen aan de Schelde. De talrijke beluiken die nog altijd terug te vinden zijn, getuigen hiervan.

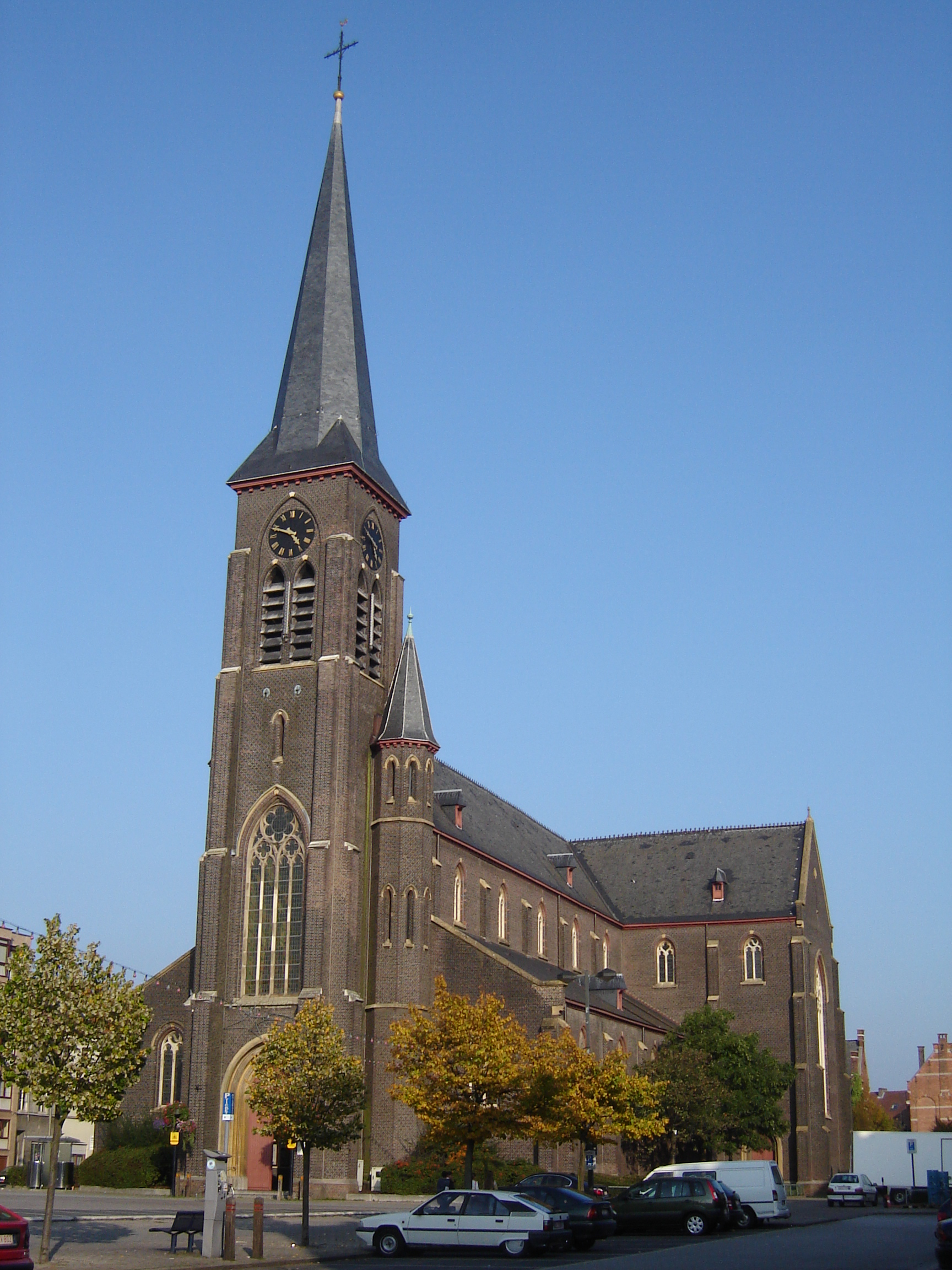
Sint-Lievenkerk

## Geschiedenis
Ledeberg werd voor het eerst vermeld in 964 als Leithaberga wat zoveel betekent als berg aan de waterloop.
Ledeberg, voorheen een heerlijkheid van de Sint-Pietersabdij, werd tijdens de Franse bezetting in 1801 een zelfstandige gemeente. Ledeberg was op dat moment een van de snelst uitbreidende voorsteden van Gent, dankzij de bevolkingstoename en de industrialisatie.
Naar het voorbeeld van de grote Gentse vlasspinnerijen werd tussen 1860 en 1870 een drietal vlasspinnerijen opgericht. Twee katoenfabrieken werden in dezelfde periode gebouwd. Omstreeks 1865 werd een steenbakkerij gebouwd, en uiteindelijk verschenen voor het einde van de 19e eeuw aan de Schelde enkele scheepsbouwwerven.
Tijdens de eerste helft van de 20e eeuw breidde de textielindustrie steeds verder uit. Toen de zware industrie echter uit het gebied weg begon te trekken verloren steeds meer mensen hun werk. Veel mensen trokken weg.

## Politiek

### Burgemeesters
Ledeberg had tot de gemeentelijke fusie van 1977 een eigen gemeentebestuur en burgemeester. De laatste burgemeester was Antoine Dhooghe.

## Bezienswaardigheden
- De Sint-Lievenkerk
- Het voormalig hoofdkantoor van de Union Cottonière

## Natuur en landschap
Ledeberg is sterk verstedelijkt en maakt deel uit van de Gentse agglomeratie. Ledeberg ligt direct ten oosten van de Schelde. 

## Vervoer
Ledeberg wordt doorsneden door diverse snelwegen (B401, A14/E17)), gewestwegen (N9 en N444) en spoorlijnen.
In 2019-2020 is de Louisa d’Havébrug gebouwd, een fiets- en voetgangersbrug over de Schelde, die de Stropkaai met de Bellevuewijk en Ledeberg verbindt.

### Parking Ledeberg
Parking Ledeberg of P+R Ledeberg is het parkeergebouw dat in juni 2022 geopend is naast de afrit Ledeberg van de snelweg B401 naar Gent-centrum. Het is deels bedoeld voor bewoners en bezoekers van Ledeberg, maar ook als Park & Ride naar Gent-centrum door de ligging aan tramlijn 4. Er zijn abonnementen voor beide doelgroepen en daarnaast tickets per uur. Het parkeergebouw heeft 8 verdiepingen en telt plaats voor 500 auto's.

## Demografische ontwikkeling
- Bron NIS - Opm:1831 t/m 1970=volkstellingen op 31 december; 1976= bevolking op 31 december

## Bekende Ledebergenaars
- Jacob Lieven van Caneghem (1764–1847), industrieel
- Modeste de Noyette (1847-1923), architect
- Roza de Guchtenaere (1875-1942), activiste en lerares
- Sidonie Van Larebeke (1893-1970), cabaretier (volkstheater) en zangeres
- Emiel Henri Martony (1889–1951), componist, dirigent, ambtenaar en schrijver
- Armand Lonque (1908-1979), componist, muziekpedagoog en pianist, directeur van de gemeentelijke muziekacademie van Gentbrugge
- Eugène Seghers (1910-1944), piloot en kapitein-vlieger tijdens de Tweede Wereldoorlog
- Maurice De Wilde (1923-1998), journalist en televisiemaker
- Gilbert Temmerman (1928-2012), politicus en burgemeester van Gent
- Little Jimmy (1944-2010), muzikant
- Jan Becaus (1948), televisiepresentator
- Koen Crucke (1952), zanger en acteur
- Frank De Winne (1961), ruimtevaarder
- Eveline Hoste (1981), televisiepresentatrice

## Nabijgelegen kernen
Gent, Gentbrugge, Flora, Sint-Amandsberg, Zwijnaarde